# Мемориальный университет Джона Гаранга
Мемориальный университет Джона Гаранга (JGU) (араб. جامعة جون قرنق التذكارية) — государственный университет Республики Южный Судан, располагающийся в городе Бор, провинции Джонглей.

## Расположение
Главный кампус университета расположен в городе Бор провинции Джонглей, на берегу реки Белый Нил. Это место расположено примерно в 185 км. к северу от Джубы , столицы и крупнейшего города Южного Судана. Приблизительные координаты главного университетского городка: 6° 13' 12,00" северной широты, 31° 33' 0,00" восточной долготы. Координаты приблизительны, так как кампус университета еще не показан на большинстве общедоступных карт.

## Обзор
Мемориальный университет Джона Гаранга является одним из семи государственных университетов Южного Судана.
Прочие государственные университеты Южного Судана:
1. Филиал Александрийского университета (Тондж);
2. Университет Джубы (Джуба);
3. Университет Румбека (Румбек);
4. Университет Верхнего Нила (Малакаль);
5. Университет Бахр-эль-Газаль (Вау);
6. Университет Северного Бахр-эль-Газаля (Авейль).

## История
Университет был основан в феврале 2007 года как "Институт науки и технологий Джона Гаранга" и уже в 2010 году институт получил статус университета.

## Академии
По состоянию на январь 2014 года при университете находилось пять колледжей и один институт, и их количество планируется увеличивать. В настоящее время действуют следующие колледжи:
- Колледж сельского хозяйства
- Образовательный колледж
- Колледж наук об окружающей среде
- Колледж управленческих наук
- Колледж наук и технологий
- Падакский институт рыболовства

## Внешние ссылки
- Расположение Мемориального Университета Джона Гаранга на Google Maps